# 光の通り道
『光の通り道』（ひかりのとおりみち）は、熊木杏里の7枚目のアルバム。2012年2月22日にワーナーミュージック・ジャパンからリリース。
解説
DVD同梱の初回限定盤と通常盤の2形態で発売。DVDにはcafe liveの模様を収録。

## 収録曲
- 全作詞・作曲：熊木杏里
- 編曲：武部聡志（特記以外）

1. 光の通り道 ～prologue～
2. シグナル
3. Love letter ～桜～
  - 編曲：河野圭
  - 16thシングルとしてシングルカット。
  - シングルバージョン・アルバムバージョンそれぞれアレンジが異なる。
4. 「がんばります」
5. 今日になるから
  - 編曲：清水俊也
  - 15thシングル。
  - テレビ朝日系『土曜ワイド劇場』エンディングテーマ。
6. 羽
7. お祝い
  - 編曲：塩谷哲
  - 15thシングルのカップリング。セディナカードCMソング。
8. A day in my life
9. wonder land
  - 編曲：河野圭
10. 願いの糸
  - 編曲：清水俊也
  - J-WAVE『Jam the WORLD』エンディングテーマ
11. オルゴール
12. 心のまま
13. 光の通り道 ～epilogue～